# Gajowice (województwo śląskie)
Gajowice (niem. Giegowitz) – wieś sołecka w Polsce, położona w województwie śląskim, w powiecie gliwickim, w gminie Wielowieś.
W latach 1975–1998 wieś administracyjnie należała do województwa katowickiego.

## Nazwa
Według niemieckiego językoznawcy Heinricha Adamy’ego nazwa miejscowości pochodzi od staropolskiej nazwy "gaju" podmokłego, bagnistego lasu. W swoim dziele o nazwach miejscowych na Śląsku wydanym w 1888 roku we Wrocławiu wymienia on jako najstarszą zanotowaną nazwę miejscowości Geiowitz podając jej znaczenie "Dorf im Busch" czyli po polsku "Wieś w zaroślach".

## Informacje ogólne
We wsi znajduje się 25 domów, z czego zdecydowana większość to gospodarstwa rolne. Wieś położona jest w oddaleniu od głównej drogi.

## Turystyka
Przez wieś przebiega szlak turystyczny:
- - Szlak Zacharzowicki